# Eugenie Clark
Pour les articles homonymes, voir Clark.
Eugenie Clark est une ichtyologiste américaine née le 4 mai 1922 à New York et morte à Sarasota (Floride) le 25 février 2015 .

## Biographie
Eugenie Clark est la fille de Charles et de Yumico, née Mitomi. Elle obtient son Bachelor of Arts au Hunter College en 1942, puis, en 1946, son Master of Arts à l’université de New York et, en 1950, son Ph.D.. Sa thèse présente des recherches sur Platys sp. et Xiphophorus. Pendant ses études, elle est chercheuse assistante à l’Institut Scripps d’Océanographie de 1946 à 1947. De 1948 à 1966, elle travaille au American Museum of Natural History.
Elle se marie avec Ilias Konstantinu le 4 novembre 1950, dont elle aura quatre enfants : Hera, Iris, Themistokles et Nikolas. En 1954, elle commence à travailler comme chercheuse associée au département de l’étude du comportement animal.
De 1955 à 1967, Clark s'occupe du Laboratoire de biologie marine de Cap Haze à Sarasota, en Floride. Elle dirige, en 1962, la mission américaine d’étude sur la mer Rouge. En avril 1966, elle divorce et se remarie le 10 mai avec Chandler Brossard. La même année, elle devient professeur associé à l’université de New York et professeur adjoint à l’Institut de Nouvelle-Angleterre pour la recherche médicale. En 1967, elle rejoint l’Université du Maryland.
Elle fait paraître de nombreux articles scientifiques, notamment sur les poissons vénéneux et les requins, ainsi que 2 ouvrages, Lady With a Spear (1953) et The Lady and the Sharks (1969). Elle est la première américaine à réussir l’insémination artificielle chez les poissons.